# Simon Denissel
Pour les articles homonymes, voir Denissel.
Simon Denissel (né le 22 mai 1990 à Auchel) est un athlète français, spécialiste du demi-fond. Membre du Lille Métropole Athlétisme, il compte à son palmarès une médaille de bronze aux Championnats d'Europe d'athlétisme en salle 2013 sur 1 500 mètres.

## Carrière sportive
Simon Denissel est né en 1990 à Auchel dans le Pas-de-Calais. Dans son adolescence, il pratique le football dans le club de sa ville natale avant de se tourner vers l'athlétisme alors qu'il est en terminale. Il prend alors une licence à l'Artois Athlétisme en janvier 2008 et se spécialise en cross-country et en demi-fond. Quelques mois après ces débuts en club, il se qualifie pour les Championnats du monde de cross-country juniors 2008 où il termine 64e de la course. Cette même année, il obtient le titre par équipes junior lors des Championnats d'Europe de cross-country. L'année suivante, à nouveau sélectionné pour les Championnats du monde de cross-country juniors, il y termine 88e. 
En 2011, il est septième du Championnat d'Europe de cross-country espoirs et obtient le bronze par équipes. Sur piste, il termine treizième sur le 5 000 mètres des Championnats d'Europe espoirs. En 2012, il rejoint le Lille Métropole Athlétisme. Denissel se classe troisième du 1 500 mètres des Championnats de France élites et est dixième du Championnat d'Europe de cross-country espoirs tout en obtenant la médaille d'or par équipes. Denissel remporte en 2013 le titre sur 1 500 mètres lors des Championnats de France disputés à Aubière, ce qui lui permet de se qualifier sur la distance pour les Championnats d'Europe, sa première compétition internationale seniors. Lors de ces championnats, Denissel obtient la médaille de bronze derrière son compatriote Mahiedine Mekhissi-Benabbad et le Turc İlham Özbilen en réalisant son record sur la distance avec un temps de 3 minutes 37 secondes et 70 centièmes.
L'athlète nordiste se fait opérer du tendon d'Achille en août 2016 en espérant retrouver à moyen terme la haute compétition.

## Palmarès

### International
| Date | Compétition                                    | Lieu       | Résultat | Épreuve                   | Performance   |
| ---- | ---------------------------------------------- | ---------- | -------- | ------------------------- | ------------- |
| 2008 | Championnats d'Europe juniors de cross-country | Bruxelles  | 1er      | Cross-country par équipes |               |
| 2011 | Championnats d'Europe espoirs de cross-country | Velenje    | 3e       | Cross-country par équipes |               |
| 2012 | Championnats d'Europe espoirs de cross-country | Szentendre | 1er      | Cross-country par équipes |               |
| 2013 | Championnats d'Europe en salle                 | Göteborg   | 3e       | 1500 m                    | 3 min 37 s 70 |

### National
| Année | Compétition                     | Lieu    | Épreuve | Place | Temps         |
| ----- | ------------------------------- | ------- | ------- | ----- | ------------- |
| 2012  | Championnats de France          | Angers  | 1 500 m | 3e    | 3 min 47 s 09 |
| 2013  | Championnats de France en salle | Aubière | 1 500 m | 1er   | 3 min 38 s 42 |
| 2013  | Championnats de France          | Paris   | 1 500 m | 2e    | 3 min 48 s 15 |
| 2015  | Championnats de France en salle | Aubière | 1 500 m | 3e    | 3 min 45 s 83 |
| 2018  | Championnats de France en salle | Liévin  | 3000m   | 1er   | 7 min 54 s 85 |

## Records
| Épreuve | Épreuve   | Performance   | Lieu        | Date           |
| ------- | --------- | ------------- | ----------- | -------------- |
| 1500 m  | Plein air | 3 min 34 s 54 | Saint-Denis | 6 juillet 2013 |
| 1500 m  | Salle     | 3 min 37 s 70 | Göteborg    | 3 mars 2013    |